# Alfons II. (Asturien)

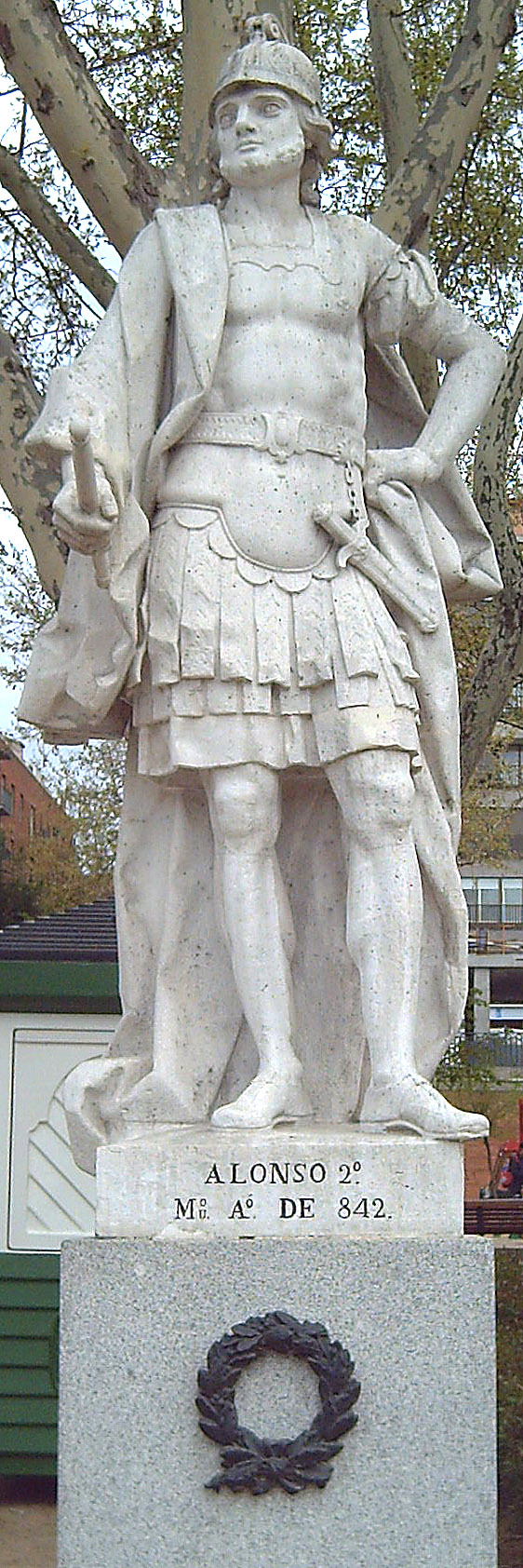
Statue Alfons’ II. in Madrid, José Oñate, 1750–53

Alfons II., genannt der Keusche (el Casto) (* zwischen 761 und 768 in Oviedo; † 842), war von 791 bis 842 König von Asturien.

## Leben
Alfons war Sohn des Königs Fruela I. (757–768) und der Königin Munia, die aus Álava stammte. Nach dem Tode seines Vaters 768 wurde zunächst Aurelio (der Cousin seines Vaters) zum König. Auf Aurelio folgte im Jahr 773 Silo, der mit Adosinda (Tochter von Alfons I. und somit Tante von Alfons II.) verheiratet war. Unter der Herrschaft von Silo war Alfons Statthalter im Palast. Im Jahre 783 nach Silos Tod wollte ihn seine Tante Adosinda (Königinwitwe des Königs Silo), auf den Thron setzen, doch konnte sich statt seiner Mauregato, ein illegitimer Halbbruder Adosindas, durchsetzen. Nach dem Tod von Mauregato wurde Bermudo I. König. Dieser erhob Alfons zum Mitherrscher und als Bermudo 791 abdankte, kam Alfons an die Macht und wurde zum König gesalbt. Es handelt sich um die erste bezeugte kirchliche Königsweihe im asturischen Reich.
Im Kampf gegen die Mauren siegte Alfons bei Lugo, drang bis zum Tajo vor und eroberte für kurze Zeit Lissabon. Um 802 wurde er durch eine Verschwörung entthront und dann einige Zeit in einem Kloster in Haft gehalten. Spätestens 808 konnte er jedoch von seinen Anhängern wieder an die Macht gebracht werden. In der Folgezeit kämpfte er erfolgreich weiter gegen die Mauren. Er versuchte den Staat durch Rückgriff auf die westgotische Tradition zu befestigen (Neogotismus). Er erhob Oviedo zum Königssitz und gründete den Wallfahrtsort Santiago de Compostela. Er starb 842.
Alfons hatte keine Nachkommen. Seine von den Chronisten gerühmte lebenslange Keuschheit, der er seinen Beinamen verdankte, hängt wohl damit zusammen, dass er schon in seiner Jugend, unter König Mauregato, längere Zeit in einem Kloster Zuflucht gefunden hatte und dort vom Mönchtum beeinflusst worden war. Mit ihm starb die von Alfons I. abstammende Linie des Königshauses aus.